# 李鼎文
李鼎文（1931年—2015年2月24日），出生于中华民国青岛市，教授，中国人民解放军将领、中国人民解放军海军中将。 
1988年被授予中国人民解放军海军少将军衔，1993年，晋升中国人民解放军海军中将。1951年自青岛第一中学入伍，毕业于华东海军联合学校和解放军军事学院，曾任潜艇副艇长、海军军政干校训练部副部长，海军学院科技教研室主任，训练部副部长、部长，海军指挥学院院长。参加了中国首次发射运载火箭的“580”任务，曾期间担任国务院学位委员会委员，是八届人大代表。2015年2月，因病去世。